# 1341
Cette page concerne l'année 1341  du calendrier julien.
L'année 1341 est une année commune qui commence un lundi.

## Événements
- Mansa Souleiman, frère de Mansa Moussa, monte sur le trône du Mali (fin en 1360)[1].

- Les musulmans gouvernent le Cachemire en Inde[2].
- La ville de Cranganore sur la côte de Malabar en Inde subit une crue du fleuve Periyar rendant son port, actif depuis deux millénaires avec le monde méditerranéen, impropre au commerce. La communauté juive de la ville commence à émigrer vers Cochin[3].

- Construction de la medersa d’Aboul Hassan à Salé (Maroc)[4].

### Europe
- 28 février, mercredi des Cendres : première mention du carnaval de Cologne[5].
- 8 avril, Pâques : couronnement de Pétrarque au Capitole[6].

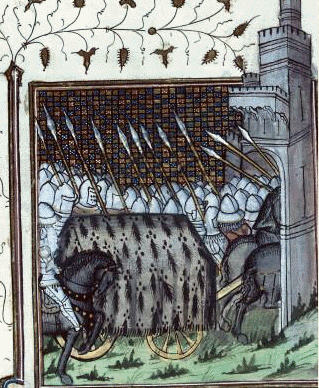
30 avril : Mort de Jean III de Bretagne. Grandes Chroniques de France de Jean Froissard.

- 30 avril : mort à Caen de Jean III, duc de Bretagne, sans héritier direct[7]. Conflit autour de sa succession entre sa nièce, Jeanne de Penthièvre, femme de Charles de Blois et son demi-frère, Jean de Montfort, qui débouchera sur la guerre de Succession de Bretagne.
- Mai : Jean de Montfort entre dans Nantes et s'y fait reconnaitre duc de Bretagne[8].
- 2 juin : David II Bruce débarque à Inverbervie en Écosse après sept ans d'exil en Normandie et reprend les rênes du gouvernement[9]. Edward Balliol, malgré le soutien d’Édouard III d'Angleterre est renversé du trône d’Écosse.
- 15 juin : mort d’Andronic III Paléologue[10]. Début du premier règne de Jean V Paléologue (1332-1391), empereur byzantin (jusqu'en 1354). Régence de Jean Cantacuzène puis d’Anne de Savoie (1341-1347).
- Août : Lucques est vendue à Florence[11].
- Fin août : entrevue de Paris entre Jean de Montfort et Philippe VI de France. Le roi tranche en faveur de Charles de Blois. Jean de Montfort s'enfuit en Bretagne[7].
- 7 septembre : par l'arrêt de la Cour des pairs à Conflans le roi Philippe VI de France reconnaît Charles de Blois duc de Bretagne, marquant ainsi le début de la guerre de Succession de Bretagne.
- 15 septembre : la flotte angevine de Robert d'Anjou prend Milazzo après trois mois de siège, sans que le roi de Sicile Pierre II ne puisse intervenir pour la défendre[12].
- Fin septembre : Jean de Normandie envahit la Bretagne avec 5000 hommes.
- 28 septembre : guerre civile dans l'Empire byzantin. Jean Cantacuzène, régent de Jean V, fils mineur d’Andronic, qui a quitté Constantinople à la tête d'une armée pour conquérir les établissements Francs en Morée, est destitué par la tutrice Anne de Savoie et soulève une armée contre elle, appuyé par l’aristocratie terrienne dont il est issu[10].
- 2 octobre : victoire des Pisans sur les Florentins. Ils mettent le siège devant Lucques, prise en juillet 1342[13].
- 8 octobre, empire byzantin : élection de Jean Cantacuzène au trône impérial par la noblesse d'Andrinople ; il est couronné le 26 à Didymotique[10]. Le peuple se révolte contre les nobles pour soutenir l’empereur légal Jean V Paléologue.
- 19 octobre : couronnement de Jean V Paléologue à Constantinople[10].
- 1er novembre[10] - 21 novembre au plus tard[14] : Jean de Montfort se rend à Nantes au fils du roi de France Jean de Normandie. Début de la résistance de Jeanne de Flandre.
- Décembre[15] : le grand-duc de Lituanie Gédymin est tué en combattant les Teutoniques qui assiègent une ville près de Kaunas. Ses fils Algirdas et Keiskutis, se partagent le pouvoir, le premier régnant à Vilnius avec le titre de duc de Lituanie, le second portant le titre de duc de Troki, près de Kaunas.

- Mort d'Özbeg, khan de la Horde d'or. Ses fils Tinibeg (1341-342) puis Djanibeg (fin de règne en 1357) lui succèdent[16]. Peu avant sa mort, Özbeg autorise les commerçants génois et vénitiens à reconstruire Caffa[17].
- Le principe de la primogéniture est entériné pour la succession en Bohême. Les droits de l’héritier au trône doivent être reconnus par la « nation » (l’assemblée des nobles) et entérinés par l’empereur[18].